# Typhlodromus aenaulus
Typhlodromus aenaulus är en spindeldjursart som beskrevs av Edward A. Ueckermann 1996. Typhlodromus aenaulus ingår i släktet Typhlodromus och familjen Phytoseiidae. Inga underarter finns listade i Catalogue of Life.